# Augochlora pachytes
Augochlora pachytes är en biart som först beskrevs av Joseph Vachal 1911.  Augochlora pachytes ingår i släktet Augochlora och familjen vägbin. Inga underarter finns listade.